# Assarmot
Assarmot – pierwsza polska edukacyjna gra planszowa dla dzieci i młodzieży, stworzona około 1830 roku przez pisarkę Klementynę Hoffmanową (1798-1845). Reguły Assarmota opierały się na znanej od XVI wieku gry w gęś, w której należało szybciej niż przeciwnicy dotrzeć do końca planszy podzielonej na 64 pola. Każde pole reprezentuje postać lub wydarzenie z historii Polski, pobieżnie opisane w instrukcji, co nadaje grze wymiar dydaktyczny. Assarmot wydawany był przez ponad trzydzieści kolejnych lat, a w roku 1904 doczekał się wznowienia (ze zweryfikowaną warstwą historyczną) pod nazwą Piast.

## Pochodzenie nazwy
Gra wywodzi swą nazwę od eponimicznego Assarmota, praprawnuka Sema, uznanego przez Stanisława Sarnickiego w jego Annales, sive de origine et rebus gestis Polonorum et Lithuanorum libri VIII (1587) za legendarnego protoplastę i patriarchę Polaków.

## Zasady gry
W Assarmota grać mogła dowolna liczba osób. Do gry niezbędna była specjalna plansza, dwie kości (w późniejszym Piaście używano tylko jednej), oraz pionki lub inne znaczniki reprezentujące na planszy poszczególnych graczy. Podczas gry wykorzystywało się również tzw. „znaczki”, czyli na przykład orzechy, słodycze lub inne łakocie, które tworzyły stawkę gry.

### Przygotowanie gry
Przed rozpoczęciem rozgrywki każdy z graczy umieszcza w tzw. „płatce”, czyli puli sześć „znaczków” i ustawia swojego pionka na pierwszym polu planszy, oznaczonym wizerunkiem tytułowego Assarmota. Grę rozpoczyna ten z uczestników, który wyrzuci najwyższą liczbę na obu kostkach.

### Przebieg gry
Gracze kolejno rzucają kostkami, przesuwając swoje pionki o sumę wyrzuconych pól, po czym zapoznają się z opisem i specjalnymi regułami pola, na którym zakończyli ruch. Do tych reguł może należeć dodatkowy ruch, utrata kolejki lub otrzymanie dodatkowych „znaczków” z puli lub od pozostałych uczestników. Jeśli w czasie zabawy pionek któregoś z graczy trafi na pole zajmowane przez innego zawodnika, to spycha jego znacznik na poprzednią pozycję i płaci mu trzy „znaczki”.

### Zakończenie gry
Wygrywa ten z graczy, który jako pierwszy dotrze do ostatniego pola planszy. Zwycięzca dodatkowo otrzymuje wszystkie „znaczki” pozostałe w puli.

## Wartość edukacyjna i kontrowersje
Gra powstała w Królestwie Polskim, w cieniu zaboru rosyjskiego, trudno więc się dziwić, że nie uniknęła cenzury i przedstawia postać cara Aleksandra I jako zbawcę i wskrzesiciela narodu polskiego. Autorka gry miała również tendencję do przedstawiania legend i anegdot jako faktów historycznych i do przypisywania władcom przerysowanych cech charakteru. Grając w Assarmota dzieci dowiadywały się, że Bolesław Chrobry wyszczerbił miecz o bramy Kijowa, Mieszko II (zwany przez autorkę Mieczysławem) nadawał się bardziej do kądzieli i wrzeciona, niż do miecza i korony, a Bona Sforza nazwana jest tutaj „chytrą i przewrotną Włoszką”.